# Jan Quintens
Jan Quintens (Niel-bij-Sint-Truiden, 2 februari 1858 - Maastricht, 23 april 1923) was een Vlaams activist en lid van de Raad van Vlaanderen.

## Levensloop
Quintens behaalde in 1883 het diploma van doctor in de geneeskunde aan de Katholieke Universiteit Leuven. Hij bleef twee jaar als assistent bij professor Michaux. Hij vestigde vervolgens zijn praktijk eerst in Niel, daarna in Sint-Truiden.
Hij werd verkozen tot gemeenteraadslid van Sint-Truiden (1890-1918), ook tot provincieraadslid, was voorzitter van het plaatselijke Davidsfonds en werd bestuurslid van het Katholiek Vlaamsch Oud-Hoogstudentenverbond. Op zijn voorstel schakelde de gemeenteraad van Sint-Truiden in 1896 officieel over op het Nederlands.
In 1914 was hij een van de eersten in Limburg om tot het activisme toe te treden en er een leidende figuur van te worden in Sint-Truiden. Hij had veel volgers, en hierdoor was hij de voornaamste verantwoordelijke die er voor zorgde dat het activisme in Limburg zich voorzichtig opstelde.
Hij steunde de vernederlandsing van de Gentse universiteit en stichtte mee op 4 februari 1917 de Raad van Vlaanderen. Hij werd zelf pas lid van de Raad tegen het einde van het jaar. Hij was immers niet tevreden met de te Duitsvriendelijke koers die werd gevaren. Hijzelf, en de meeste Limburgse activisten na hem, waren geen voorstander van het separatisme, laat staan  van het aansluiten bij Duitsland, maar van een federaal België.
In de Eerste Raad van Vlaanderen werd hij lid van de Commissie van gevolmachtigden en in de Tweede Raad zetelde hij in de Commissie Justitie en Binnenlandse Zaken en in de Ondercommissie voor geneesheren. In 1918 werd hij ook nog waarnemend burgemeester van Sint-Truiden.
In november 1918 vluchtte hij naar Maastricht. In 1920 werd hij bij verstek veroordeeld tot twintig jaar dwangarbeid.

## Frans Quintens
De zoon van Jan Quintens, Frans, volgde zijn vader in het activisme en werd eveneens lid van de Raad van Vlaanderen. Hij werd tevens inspecteur bij de 'Koolenverdeling voor Vlaanderen'.